# Miguel Indurain
Miguel Indurain Larraya (* 16. července 1964 Villava, Španělsko) je bývalý španělský cyklista.
Vyhrál Tour de France v letech 1991–1995, čímž se stal prvním cyklistou, který vyhrál pětkrát v řadě; je úřadujícím rekordmanem v počtu vítězství poté, co bylo pro podezření z dopingu anulováno sedm titulů, které získal Lance Armstrong. Je jedním ze sedmi cyklistů v historii, kteří vyhráli Tour de France a Giro d'Italia ve stejném roce, a jediným, který to dokázal dvakrát po sobě. V roce 1994 vytvořil světový rekord v hodinovce, když jako první překonal hranici 53 km. Pro své parametry (188 cm výška, 80 kg váhy) získal přezdívku “Big Mig”.
Pocházel z rodiny zemědělce, s cyklistikou začal až jako desetiletý, už v osmnácti letech se stal amatérským mistrem Španělska. V roce 1984 jel se španělským družstvem Závod míru, skončil na 70. místě. Zúčastnil se olympiády 1984, kde závod nedokončil. Profesionálem se stal v roce 1985. Měl často pověst vynikajícího časovkáře v závodech Grand Tours. Na olympijských hrách v Atlantě 1996 zvítězil v časovce jednotlivců. Nikdy však nevyhrál Vueltu ani závod s hromadným startem na mistrovství světa. Kariéru ukončil na konci roku 1996.
Byl známý svými mimořádnými fyzickými předpoklady: měl kapacitu plic osm litrů (normální člověk okolo šesti litrů) a jeho srdce dokázalo přečerpat padesát litrů krve za minutu (průměr je okolo pětadvaceti). Zároveň však byl handicapován alergií na pyl, která mu způsobila astma.
Je držitelem Ceny knížete asturského, Řádu za sportovní zásluhy a Řádu čestné legie. V roce 1993 vyhrál anketu United Press International o nejlepšího světového sportovce roku. Byl zvolen španělským sportovcem roku 1992 a 1995 a získal cenu Vélo d'Or 1992 a 1993.

## Úspěchy
- Tour de France: vítěz 1991–1995
- Giro d'Italia: vítěz 1992 a 1993
- Vuelta a España: 2. místo 1991
- Mistrovství světa v silniční cyklistice mužů - silniční závod: 2. místo 1993 a 1995
- Mistrovství světa v silniční cyklistice mužů - časovka jednotlivců: vítěz 1995
- Cyklistika na letních olympijských hrách (časovka): vítěz 1996
- Paříž–Nice: vítěz 1989 a 1990
- Tour de l'Avenir: 1986
- Critérium du Dauphiné: vítěz 1995 a 1996
- Volta a Catalunya: vítěz 1988, 1991, 1992